# France aux Jeux paralympiques d'hiver de 1992
La France participe aux Jeux paralympiques d'hiver de 1992 à Tignes et Albertville en tant que pays hôte, du 25 mars au 1er avril 1992. Il s'agit de la cinquième participation de ce pays aux Jeux paralympiques d'hiver et la première fois qu'il accueille cet évènement.

## Délégation
L’équipe est composée de 31 athlètes dont 28 hommes et 3 femmes.

## Médaillés
| Sport                   | Discipline                   | Athlète(s)                              | Catégorie   | Performance | Date |
| Médailles d'or : 6      |                              |                                         |             |             |      |
| Ski alpin               | Géant hommes                 | Lionel Brun                             | LW6-8       | 2:12.92     |      |
| Ski alpin               | Slalom hommes                | Lionel Brun                             | LW6-8       | 1:16.42     |      |
| Ski alpin               | Slalom géant hommes          | Stéphane Saas                           | B2          | 2:36.14     |      |
| Ski alpin               | Super G hommes               | Stéphane Saas                           | B2          | 1:28.32     |      |
| Ski de fond             | 5km distance courte hommes   | Jean-Yves Arvier                        | LW6-8       | 16:12.7     |      |
| Ski de fond             | 20 km distance longue hommes | André Favre                             | LW2-4       | 53:15.8     |      |
| Médailles d'argent : 4  |                              |                                         |             |             |      |
| Ski alpin               | Slalom femmes                | Nadine Laurent                          | LW2         |             |      |
| Ski alpin               | Descente hommes              | Jean-Luc Jiguet                         | LW1,3,5/7,9 |             |      |
| Ski alpin               | Slalom hommes                | Jean-Luc Jiguet                         | LW1,3,5/7,9 |             |      |
| Ski alpin               | Super G hommes               | Jean-Luc Jiguet                         | LW1,3,5/7,9 |             |      |
| Médailles de bronze : 9 |                              |                                         |             |             |      |
| Ski alpin               | Slalom géant femmes          | Nadine Laurent                          | LW2         |             |      |
| Ski alpin               | Slalom hommes                | Tristan Mouric                          | LW1,3,5/7,9 |             |      |
| Ski alpin               | Slalon géant hommes          | Tristan Mouric                          | LW1,3,5/7,9 |             |      |
| Ski alpin               | Descente hommes              | Lionel Brun                             | LW6/8       |             |      |
| Ski alpin               | Descente hommes              | Ludovic Rey-Robert                      | LW11        |             |      |
| Ski de fond             | 10 km distance courte hommes | Luc Sabatier                            | B1          |             |      |
| Ski de fond             | 30 km distance longue hommes | Luc Sabatier                            | B1          |             |      |
| Ski de fond             | 20 km distance longue hommes | Jean-Yves Arvier                        | LW6/8       |             |      |
| Ski de fond             | 3×5 km hommes                | Elie Zampin Hervé Le Moing Luc Sabatier | B1-3        |             |      |